# Contrat à durée déterminée d'usage
Un contrat à durée déterminée d'usage (CDD d'usage) est un contrat de travail d'une durée limitée spécifique à certains secteurs économiques.
En France, son application est définie dans les articles L. 1242-2 et D. 1242-1 du code du travail.

## Historique
La nécessité de recourir à des « contrats à durée déterminée d'usage » est apparue pour certaines professions pour lesquelles un recours habituel à une succession de CDD était nécessaire.
La loi no 90-613 du 12 juillet 1990 « favorisant la stabilité de l'emploi par l'adaptation du régime des contrats précaires » a introduit dans le code du travail via les anciens articles L.122-1-1 au 3° et L.122-3-4 la possibilité pour un employeur de ne pas payer l'indemnité de fin de contrat après un CDD.
Ainsi, en 1998, les entreprises des secteurs du spectacle et de l'audiovisuel obtiennent un accord interbranche précisant le cadre du recours à des contrats de travail à durée déterminée.
En 2004, le Conseil constitutionnel constate que les contrats à durée déterminée d'usage en matière d'associations sportives sont conformes à la constitution.
Ces accords sont confirmés par les anciens articles L.122-1-1, 3°, et D.121-2 du code du travail qui étendent le recours à ces CDD à des secteurs d'activité définis par voie de convention ou d'accord collectif étendu.

## Application
Le recours à un contrat d'usage est autorisé par l'article L.1242-2 du code du travail.
Les domaines autorisés pour recourir à des CDD d'usage sont définis par l'article D.1242-1 du code du travail.
L'article L.1243-10 du code du travail exonère l'employeur du paiement de la prime de précarité.
Pour pouvoir avoir recours au contrat à durée déterminée d'usage, un label de certification sociale délivrée par une commission paritaire a été mis en place dans le secteur des prestataires de service du spectacle vivant et celui des entreprises techniques au service de la création et de l’évènement.

## Jurisprudence
La jurisprudence à l'égard de l'utilisation des CDD d'usage est très stricte : plusieurs contrats en CDD d'usage ont finalement été requalifiés en Contrat à durée indéterminée (CDI).
- Cass. soc. du 23 janvier 2008, no 06-43040[9]  Il convient de vérifier si l'utilisation de contrats à durée déterminée successifs est justifiée par l'existence d'éléments concrets et précis établissant le caractère par nature temporaire de cet emploi.
- Cass. soc. du 24 septembre 2008, no 06-43529[10], il appartient au juge de rechercher si, pour l'emploi considéré, il est effectivement d'usage constant de ne pas recourir au contrat à durée indéterminée, et de vérifier si le recours à des contrats successifs est justifié par des raisons objectives qui s'entendent de l'existence d'éléments concrets établissant le caractère par nature temporaire de l'emploi.
- Cass. soc. du 30 novembre 2010, no 09-68609 09-68610 09-68611 09-68612[11] : un employeur qui fait appel aussi bien à des personnes en CDI qu'en CDD d'usage pour des tâches identiques est incapable de justifier l'usage et doit requalifier les contrats en CDI.